# Enrico Somaré
Enrico Somaré (Travedona, 19 ottobre 1889 – Milano, 1953) è stato un critico d'arte, gallerista e poeta italiano.

## Biografia
Scrittore e critico d'arte, collaborò con diversi periodici e fondò la rivista «L'esame» (1922-1925), attraverso la quale condusse un'operazione di rivalutazione dell'Ottocento pittorico italiano. Nel 1928 aprì la Galleria Milano, dove espose opere di Casorati, Wildt, Leonor Fini, Sironi, Tosi, Tozzi, Manzù, Carrà. Secondarie furono le attività di traduttore e poeta. Fu membro onorario dell'Accademia delle arti del disegno di Firenze. Era padre dei pittori Guido Somaré e Sandro Somarè.

## Opere
- Enrico Somaré, Emilio Malerba, Milano, U. Hoepli, 1927.
- Enrico Somaré, Storia dei pittori italiani dell'Ottocento, Milano, L'esame, 1928.
- Enrico Somaré, Le cento opere di Giovanni Fattori della collezione Mario Galli, Rizzoli e C., 1928.
- Enrico Somaré, Favretto, Milano, A. Mondadori, 1933.
- Enrico Somaré, Canti del mattino, prefazione di Oreste Ferrari, Milano, Mondadori, 1934.
- Enrico Somaré, L'Ottocento napoletano nella collezione di Enrico De Angeli, Milano, Edizioni dell'esame-Rizzoli & C., 1939.
- Enrico Somaré, L'opera di Egisto Ferroni; con una vita del pittore narrata dal figlio Arrigo, Milano, Rizzoli, 1939.

## Traduzioni
- Jean Henri Fabre, Le meraviglie dell’istinto negli insetti, (Trad. di Enrico Somaré) Milano, Sonzogno, 1916.
- Jean Henri Fabre, La vita degli insetti, (Trad. di Enrico Somaré) Milano, Sonzogno, 1927.